# Caetano Vieira da Costa
Caetano Vieira da Costa (Lages, 17 de fevereiro de 1870 — Lages, 27 de outubro de 1945) foi um jornalista e político brasileiro.
Filho de Policarpo Luís Vieira e Francisca Emília da Costa Vieira. Casou com Maria Francisca Neves da Costa.
Foi deputado à Assembleia Legislativa de Santa Catarina na 3ª legislatura (1898 — 1900), na 4ª legislatura (1901 — 1903), na 9ª legislatura (1916 — 1918), na 10ª legislatura (1919 — 1921), na 11ª legislatura (1922 — 1924), e na 12ª legislatura (1925 — 1927).
Foi superintendente municipal (prefeito) de Lages, de novembro de 1926 a 1930.